# Alamânia

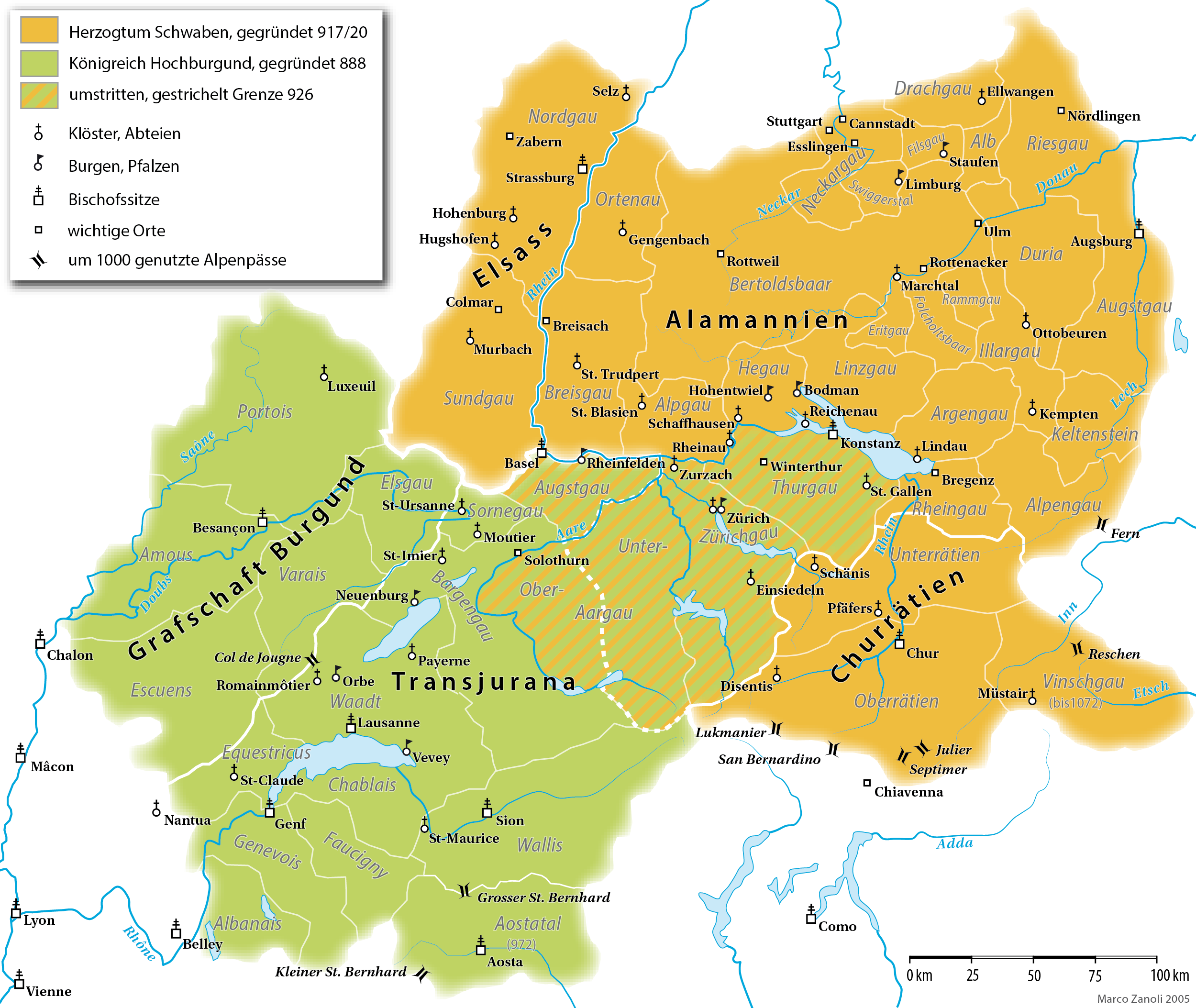
Alamânia (laranja) e Alta Borgonha (verde) no século X

Alamânia ou Alemânia  (em latim: Alamannia ou Alemannia ) foi o reino estabelecido e habitado pelos alamanos ou alemanos, uma confederação  tribal germânica.
Os alamanos se expandiram a partir da bacia do rio Main durante o século III e invadiram províncias romanas e se estabeleceram na margem esquerda do rio Reno a partir do século IV.
Governada por reis tribais independentes durante os séculos IV e V, a Alamânia perdeu sua independência no final do século 5 e se tornou um ducado do Império Franco no século VI. Quando o Sacro Império Romano começou a se formar sob o rei Conrado I da Frância Oriental (reinando de 911 a 918), o território da Alamânia tornou-se o Ducado da Suábia em 915. Os escribas muitas vezes usaram o termo Suábia de forma intercambiável com Alamânia nos séculos 10 a 12.
O território da Alamânia, tal como existiu entre os séculos 7 e 9, centrava-se no Lago de Constança e incluía o Alto Reno, a Floresta Negra e a Alsácia em ambos os lados do Alto Reno, a bacia do alto rio Danúbio até à confluência com o rio Lech, com uma fronteira pouco clara para a Borgonha a sudoeste na bacia do rio Aare (o Aargau). A Récia Curiense, embora não fizesse parte da Alamânia, era governada por condes alamanos, e tornou-se parte do Ducado da Suábia desde que foi estabelecida por Burcardo I (Duque da Alamânia de 909 a 911).
O território corresponde ao que ainda é a área do alemão alamânico no período moderno, Alsácia francesa, Baden e Suábia alemãs, Suíça de língua alemã e o Vorarlberg austríaco.
Na área da atual Suíça, o território alamânico expandiu-se durante a Alta Idade Média, com a migração Walser para os Alpes, com o Zähringer e mais tarde a influência de Berna em direção à Alta Borgonha, e para Grisões como Baixa Récia ficou sob o domínio dos condes de Weidenberg.

## Lista de governantes da Alamânia

### Reis independentes
A seguir estão os nomes conhecidos dos primeiros reis alamanos. Eles não necessariamente governavam toda a Alamânia, mas eram mais provavelmente pequenos reis governando tribos menores ou cantões, por exemplo, Macriano (fl. 370), rei da tribo alamana dos bucinobantes.
- Crocos 306
- Mederico (pai de Agenarico, irmão Crodomário)
- Cnodomário 350, 357
- Agenarico (Serápio) 357
- Suomário 357, 358
- Hortário 357, 359
- Gundomado, 354 (corregente de Vadomário;)
- Reis alamanos mencionados por Amiano Marcelino: Vestralpo, Úrio, Ursicino, Macriânio, Hariobaudes, Vadomário. Juliano, o Apóstata, fez tratados de paz com esses reis em 359.
- Randão 368
- Viticábio 360–368
- Priário ?–378
- Hunão 385
- Gibuldo (Gebavult) c. 470

### Duques sob suserania franca
Mais informações: Alamannia § Ducado merovíngio.
- Butilino 539–554
- Leutário I, antes de 552–554
- Hamingo 539–554
- quatro duques na Diocese de Avenches 548–573:
  - Lantacar † 548
  - Magnacar 555–565
  - Vefar 565–573
  - Teodefrido 573
- Leutefredo 570–587, deposto por Quildeberto II
- Uncilino 587–607
- Gunzo 613
- Crodoberto 630
- Gundoíno, Duque da Alsácia, fl. Anos 630
- Leutário II 642
- Bonifácio, Duque da Alsácia, até c. 662
- Adalrico, Duque da Alsácia, c. 662–depois de 683
- Adalberto, Duque da Alsácia, depois de 683–723
- Godofredo até 709
- Vilegário 709–712 (em Ortenau)
- Lantefrido 709–730
- Teobaldo 709–744
- Liutfrido, Duque da Alsácia, 723–742

### Carolíngios
Os alamanos estiveram sob domínio carolíngio direto durante 746 (Concílio de Cannstatt) a 892. Intermitentemente, membros juniores das dinastias carolíngias foram nomeados régulo ou subrégulo da Alamânia, enquanto em outros momentos, A Alamânia estava sob a administração direta dos reis carolíngios (depois de 843 reis da Frância Oriental).
- Quilderico III (Rei dos Francos 743–751)
  - Carlomano 744–747
  - Drogo 747–748
- Pepino, o Breve 748–768 (Rei dos Francos 751–768)
- Carlomano I (Rei dos Francos 768–771)
- Carlos Magno (Rei dos Francos 768–814)
  - Hnabi Ahalolfing, neto de Gotfrid, é mencionado como um duque alamânico durante o reinado de Carlos Magno
- Luís, o Piedoso (Rei dos Francos 814–840)
- Carlos, o Calvo 829–840 (Rei dos Francos 840–843, Rei da Frância Ocidental 843–877)
- Luís, o Germânico 843–864 (Rei da Baviera 817–843, Rei da Frância Oriental 843–876)
- Carlos, o Gordo, 864–880 (Rei da Frância Ocidental, 884–887)
  - Hugo, Duque da Alsácia 867–885
- Luís, o Jovem 880–882 (Rei da Baviera 880-882)
- Arnulfo da Caríntia (Rei da Frância Oriental 887–899)
  - Carlos, o Gordo 882–888 (Rei da Frância Ocidental 884–887)
  - Bernardo 888–892
- Luís, o Menino (Rei da Frância Oriental, 889–911)
  - Burcardo I de Halberstadt 909–911

A partir do final do século VIII, as dinastias alamânicas foram capazes de se estabelecer mais uma vez. Chamadas de Condes, ou margraves, ou duques, essas dinastias nativas durante os últimos anos do domínio carolíngio conseguiram se estabelecer como independentes de fato, estabelecendo o "ducado caulinar mais jovem" da Alamânia/Suábia no início do século X A rivalidade entre os Hunfridingos e Ahalolfingos foi decidida a favor de Burcardo II da Suábia na Batalha de Winterthur de 919.